# Skip James
Skip James (właśc. Nehemiah Curtis James; ur. 9 czerwca 1902, zm. 3 października 1969) – amerykański bluesman, wokalista, gitarzysta i pianista reprezentujący country blues. Jeden z najbardziej oryginalnych bluesmanów z Delty w Missisipi.

## Życiorys

### Początki
Urodził się na Plantacji Woodbine 1.5 mili od miejscowości Bentonia w gminie (hrabstwie) Yazoo na północ od Jackson. Jego ojciec, wielebny Eddie James, był pastorem kongregacji baptystów, tak zaangażowanym, że w chwili narodzin syna wygłaszał kazanie do wiernych na plantacji. Jego matką była Phyllis James.
Oto jak sam James opisał nadanie mu przydomka "Skip": W dzieciństwie lubiłem tańczyć i skakałem (ang. to skip) po różnych zabawach, które ludzie urządzali w swoich domach, więc dali mi przezwisko "Skippy". Kiedy wydoroślał, "Skippy" zmienił się w "Skip". Był jedynym dzieckiem i dorastał wędrując po brzegach rzeki Big Black, która płynęła za plantacją. Jako chłopiec zaczął uczyć się grać na pianinie i organach, i wkrótce rozpoczął akompaniować podczas nabożeństw w kościele swojego ojca. W przeciwieństwie do większości bluesmanów z rejonu Delty w Missisipi, uczęszczał do szkoły w Yazoo City. Mniej więcej w tym samym czasie zaczął naukę gry na gitarze. Jego nauczycielami byli dwaj muzycy z Bentonii: Rich Griffin i Henry Stuckee (Stackey). Od nich James zaczerpnął pierwsze muzyczne idee. Był to duet (gitara i skrzypce). Nauczyli kilku utworów młodego Jamesa i jeden z nich – "Drunken Spree" – został nawet przez niego nagrany w lutym 1931 r. dla firmy Paramount (13111).
W tym okresie wykształciły się podstawy złożonego i wyraziście oryginalnego trzypalcowego stylu Skipa. Jak wspominał, pierwszym bluesem, którego się nauczył w wieku lat 12, był "Alabama Blues".
Z powodu bardzo bliskich związków z matką i ojcem Skip właściwie nigdy nie opuścił Południa, chociaż jako młodzieniec był niespokojnym chłopcem i wędrował po całym Południu. Ze swoim dobrym wykształceniem mógł łatwo zostać nauczycielem, ale zamiast tego wolał w swoistym dryfie włóczyć się po różnych częściach rejonu i pracować jako robotnik. Niezbyt łatwo przychodziło mu także zarówno śpiewanie w zajazdach czy salach tanecznych, jak i naśladowanie ojca w kościołach.
Po ukończeniu szkoły przeprowadził się do stanu Arkansas, gdzie pracował w tartaku w miejscowości Weona. Poznał wtedy pianistę Willa Crabtree, który pracował w barze przy ulicy Market w Marked Tree. Crabtree nauczył go grać bluesa na pianinie i James zaczął wypracowywać swój własny styl na tym instrumencie. W 1918 r. Skip James akompaniował na gitarze pianiście w czasie występów. W 1926 r. (lub 1927) grał na pianinie w jednym z domów publicznych w Memphis. Był wtedy na występach Bessie Smith i Clarence’a Williamsa.
Po powrocie do Missisipi pracował jako muzyk za 50 centów lub dolara za noc. Występował także w duecie z Henrym Stuckeyem, prawdopodobnie do 1929 r. Mniej więcej w tym czasie poznał w Yazoo City bluesowego pianistę Little Brother Montgomery’ego, z którym udał się do Vicksburga. James włączył do swojego repertuaru "Special Rider Blues" Mongomery’ego, a Montgomery włączył do swojego repertuaru słynnego "Vicksburg Blues". Wiadomo także, że w Jackson występował w duecie z bluesowym gitarzystą Johnniem Temple.

### Artysta nagrywający
Podczas jednego z pobytów Jackson spotkał się z H. C. Spearsem z firmy Paramount, który poszukiwał wartych nagrania bluesmanów. Gdy następnego dnia James zjawił się w sklepie Spearsa, było tam już około 50 bluesmanów, ale po przesłuchaniach tylko on został zaakceptowany i to po zaśpiewaniu zaledwie 2 zwrotek "Devil Got My Woman". Obydwaj panowie sporządzili kontrakt wiążący na dwa lata artystę z firmą Paramount. W lutym 1931 r. James wsiadł w autobus, który dowiózł go do Grafton w stanie Wisconsin, gdzie odbyły się dwie sesje nagraniowe, podczas których James nagrał 18 różnorodnych bluesów, wśród nich swój najsłynniejszy "Devil Got My Woman". Sam James wspominał, że w ciągu 3 dni nagrywania zarejestrował 26 bluesów; większość z nich to były znane już bluesy z Delty, a reszta została skomponowana ad hoc w czasie sesji. Jak sam powiedział: Mogłem skomponować kawałek w ciągu trzech minut. Reżyserem nagrań był Arthur Laiblee. Ostatniego popołudnia Laiblee wspomniał o popularnym bluesie "Forty-four Blues" i spytał Jamesa, czy mógłby zrobić nagranie porównywalne z tym bluesem. James postanowił zmniejszyć kaliber rewolweru i tak w ciągu 3 minut powstał blues "22-20", który został nagrany z akompaniamentem na pianinie.
James nigdy nie otrzymał pełnej zapłaty za nagrania, a firma zbankrutowała jeszcze przed dystrybucją jego nagrań.

### Pastor
Po skończeniu kariery bluesmana rozczarowany James po przeprowadzce do Dallas w Teksasie przez następnych 5 lat występował ze swoim ojcem w The Dallas Texas Jubilee Singers wykonując gospel.
W 1936 r. został pastorem w kościele baptystów i całkowicie poświęcił się działalności religijnej. W 1942 r. przeprowadził się do Birmingham w Alabamie, gdzie pracował jako górnik. Od 1951 pracował na farmie w miejscowości Tunica.
W 1964 r. odnaleźli go w szpitalu entuzjaści folku i bluesa: John Fahey, Henry Vestine i Bill Parth. Po operacji gardła i żołądka powrócił do zdrowia.

### Ponownie bluesman
W 1964 r. zaczął ponownie występować jako bluesman w Bitter Lemon Coffeehouse w Memphis. W tym samym roku wystąpił na Newport Folk Festival w Newport i cztery utwory z koncertu zostały wydane przez Vanguard (Vanguard LP 9181). Następnie wystąpił na Mariposa Festival w Toronto w Kanadzie, a później w takich klubach i miejscach jak Ontario Place (Waszyngton DC), Montgomery Junior (Takoma Park, MD), The Unicorn (Boston, MA), The Gaslight (Nowy Jork, NY), Second Fret (Filadelfia, Pensylwania.
16 grudnia 1964 r. nagrał kilka bluesów dla firmy Melodeon w Falls Church oraz Herwin w Bostonie.
W latach 1964–1965 odbył tournée z Johnem Hurtem po Wschodnim Wybrzeżu. Przez cały 1965 i 1966 r. był bardzo aktywny, występując w różnych klubach i na festiwalach (Philadelphia Folk Festival w Spring Mount w Pensylwanii). W 1967 r. poza klubami wziął udział w Newport Folk Festival, Chicago Folk Festival w Chicago, Illinois, American Folk Blues Festival w Europie. W 1968 r. występował na Hampton Institute Jazz Festival w Hampton w Wirginii, w Fillmore East w Nowym Jorku, na Festival of American Folklife w Waszyngtonnie.
Pod koniec 1968 r. zaprzestał działalności z powodu choroby. Leczony był w Pennsylvania Hospital i tam zmarł na raka. Został pochowany na Mercon Cemetery w Bala-Cynwyd w Pensylwanii.
Był dwukrotnie żonaty.

### Krytyka i ocena
W 1992 r. został wprowadzony do Blues Hall of Fame.
Każdy z bluesmanów z Delty w Missisipi musiał samemu znaleźć rozwiązanie konfliktu między porywczym i gorącym chrześcijaństwem południowych baptystów i metodystów a uważaną za niemoralną i diabelską muzyką, którą uprawiali. Charley Patton właściwie pozornie bezkonfliktowo przechodził pomiędzy oboma stronami sporu. Inni mieli z tym spore nierozwiązywalne problemy – typowym tego przykładem jest Son House, który nieustannie toczył walkę pomiędzy grzechem a odkupieniem, co skończyło się dla niego ciężkim alkoholizmem. Sam Skip James wydaje się, nie miał większych problemów. Nawet w "Devil Got My Woman" James jakby "pomiędzy wersami" przemyca komfortowe dla niego przekonanie, że on na pewno nie spłonie w ogniu piekielnym. Pierwsza część jego życia poświęcona była grzesznemu bluesowi. W drugiej części życia oddał co boskie Bogu i został pastorem. W trzeciej części życia, znowu był bluesmanem.
Jego nagrania z 1931 r. nie spotkały się z większym zainteresowaniem wśród czarnych słuchaczy. Jednak przyciągnęły one tych białych kolekcjonerów, którzy zauważyli, że są one tak różne od wszystkiego nagranego w tym okresie. Nie są tylko unikatowe, ale są całkowicie "nadnaturalne" – to spowodowało ukształtowanie się swoistej mitologii wokół nich. Niektórzy wciąż wierzą, że James był eksponentem jakieś "szkoły Bentonii" w grze na gitarze i fortepianie oraz w śpiewaniu, chociaż zaledwie kilku bluesmanów można w niej umieścić, a jednym z nich byłby zapewne Jack Owens. Podejrzewano nawet, że James (i inni bluesmani z tej domniemanej szkoły) używali jakiś "szczególnych" gitar nie produkowanych do masowej sprzedaży i wkrótce po dokonaniu nagrań zaprzestano ich wytwarzania. Oczywiście było to nieprawdą i nawet w jego strojeniu (np. w e-moll) nie było niczego ezoterycznego.
Skip James był całkowicie oryginalnym bluesmanem, począwszy od jego niezwykłego melizmatyczego falsetu, kompletnie innego od falsetu Tommy’ego Johnsona i oczywiście od cięższego tonu muzyków z Delty. Według Francisa Davisa, dziś ten intensywny falset kojarzymy z miłosnym urzeczeniem lub z wybawieniem duszy, chociaż w jego przypadku jest w nim coś więcej, coś tak zimnego, że można się domyślać odrzucenia jego nagrań przez Afroamerykanów.
Jego wyróżniającą się cechą charakterystyczną była także rytmiczna subtelność oraz takie wykorzystywanie melodii i harmonii, że ostatecznie były bardziej molowe od bluesów innych wykonawców. W większości swoich bluesów używał dwóch rodzajów strojenia: standardowego e-a-d-g-b-e' oraz jak go nazywał "skrzyżowanego" e-b-e-g-b-e", bowiem wg niego Dur i moll krzyżują się w czasie gry. Gdy grał w otwartym strojeniu, zwykle był to e-moll, lecz dla pozycji tonicznej zwykle trzymał swój pierwszy palec na pierwszym progu struny g, czyli podnosił dźwięk do g#. Jednym z jego typowych brzmień w akompaniamencie było toniczne grupowanie nad niskim zasadniczym e. Grał otwartą strunę e swoim kciukiem a następnie schodził na górne pierwsze i trzecie struny, e" i g, z siódmego progu do piątego i do trzeciego, a następnie do otwartych górnych strun, trzymając g# na trzeciej strunie. Zwykle grał linię melodyczną unisono z głosem, tak jak większość śpiewaków z Delty, ale wypełniał otwarcia pomiędzy frazami wokalu rytmicznymi  figurami, które mają swoją wyróżniającą się złożoność.
Jego styl był jednym z najbardziej wyróżniających się spośród muzyków Missisipi. Był zdominowany przez intensywną poetykę tekstu, która kształtowała każdy z elementów muzycznych. Jego śpiew był blisko powiązany z "polnymi zawołaniami" (ang. field holler, lub field call) i był zdecydowanie bardziej swobodny w warstwie rytmicznej od śpiewu takich bluesmanów jak np. Charley Patton czy Son House.
Na jego twórczość wpłynęli tacy muzycy jak Will Crabtree, Rich Griffith, Little Brother Montgomery i Henry Stuckey
Skip James wpłynął na Roberta Johnsona i Johnniego Temple

## Wybrana dyskografia i filmografia
Płyty/CD
- Greatest of the Delta Blues Singers – Melodeon MLP 7321(1964)
- Blues at Newport: Best of the Blues 1959-1968 – Vanguard 193/95-2 (2001) 3 CD z innym wykonawcami
- Skip James Today! – Vanguard VMD 79219 (1966, wznowienie na CD 1988)
- King of the Delta Blues Singers: Early Blues Recordings – 1931 – Biograph BLP 12029 (1968)
- The Complete 1931 Session – Yazoo L 1071 (1986)
- Devil Got My Woman – Vanguard VMD 79273 (1968)
- Skip James Live! Vol. 1: Boston 1964 & Philadelphia 1966 –  Document Records DOCD 5149 (1964, wznowienie na CD 1994)
- Skip James Live! Vol. 2: Bloomington 1968 Part 1 – Document Records DOCD 5633 (1999)
- Skip James Live! Vol. 3: Bloomington 1968 Part 2 – Document Records DOCD 5634 (2004)
- Hard Time Killing Floor Blues – Biograph DK 30169 (2003)

DVD
- Devil Got My Woman: Blues at Newport 1966 (2001) z różnymi wykonawcami
- American Folk Blues Festival 1962–1969, vol. 3 (2004) z różnymi wykonawcami
- Legends of the American Folk Blues Festivals (2008) z różnymi wykonawcami